# Barrière à neige
Une clôture à neige, ou barrière à neige, est un obstacle aménagé en vue de l'accumulation de la neige soufflée par le vent, pour en réduire d'autant la présence à un autre endroit, principalement une portion de route ou de voie ferrée. 
Les agriculteurs et les éleveurs disposent des clôtures à neige pour créer des congères dans des bassins pour disposer de l'eau de fonte par la suite. Les stations de ski utilisent également des clôtures à neige afin d'augmenter l'épaisseur de neige dans certaines zones, ou pour prévenir des avalanches (paravalanche).

## Description
Les clôtures à neige temporaires sont généralement de l'une des deux variétés suivantes : 
- une bâche de plastique perforée fixée à des piquets à intervalles réguliers. C'est le type généralement utilisé pour les clôtures de chantier de construction ou les clôtures temporaires de terrain de sport[1] ;
- une clôture de bande de bois léger et grillage, également fixée aux piquets métalliques[2].

Une barrière à neige permanente se compose généralement de poteaux avec des planches horizontales qui les traversent de manière à couvrir un peu plus de la moitié de la superficie totale de la clôture. Les clôtures à neige permanentes peuvent également être constituées de rangées d'arbustes rapprochés comme des conifères.

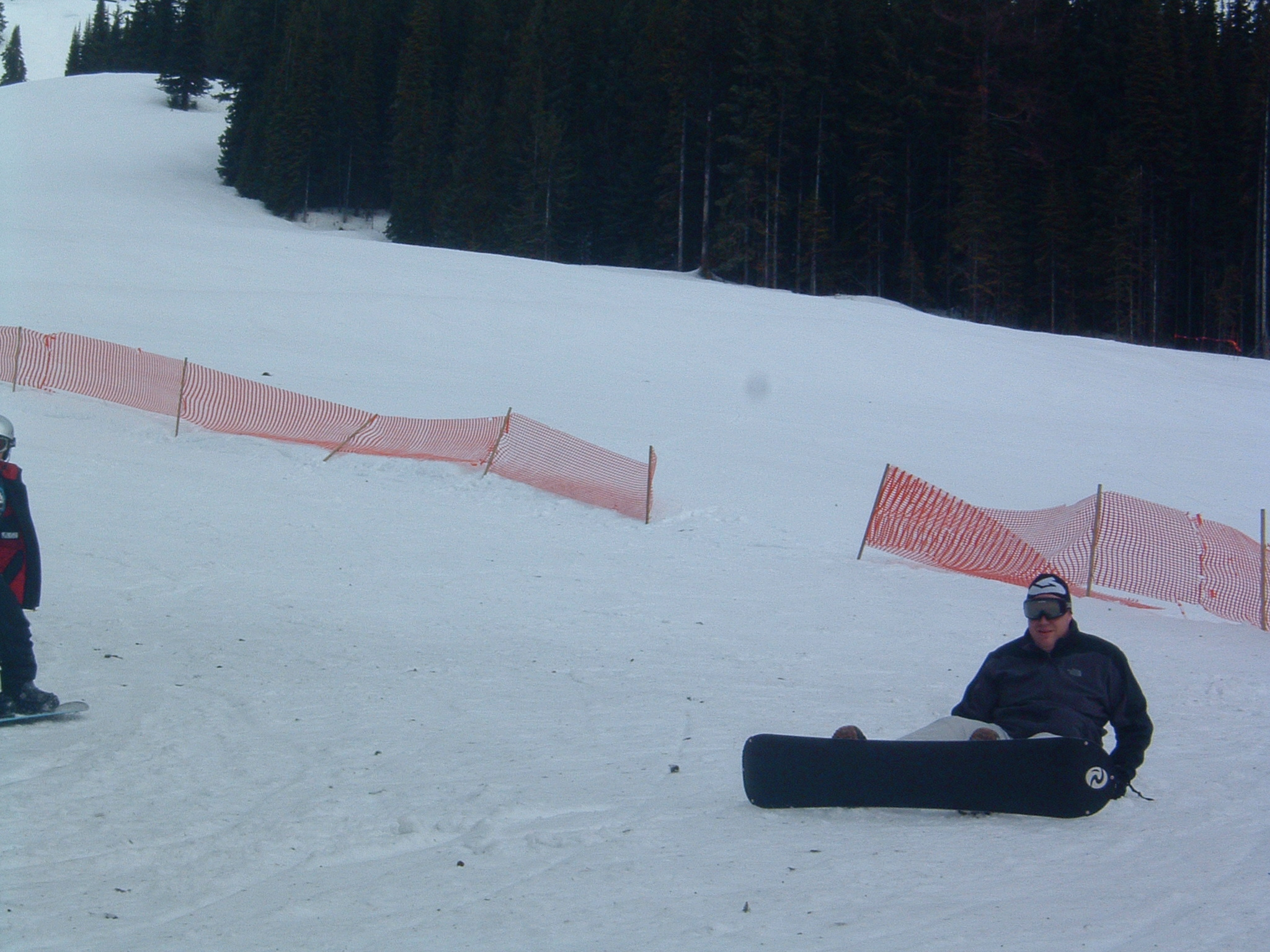
Clôture à neige temporaire dans un centre de ski.
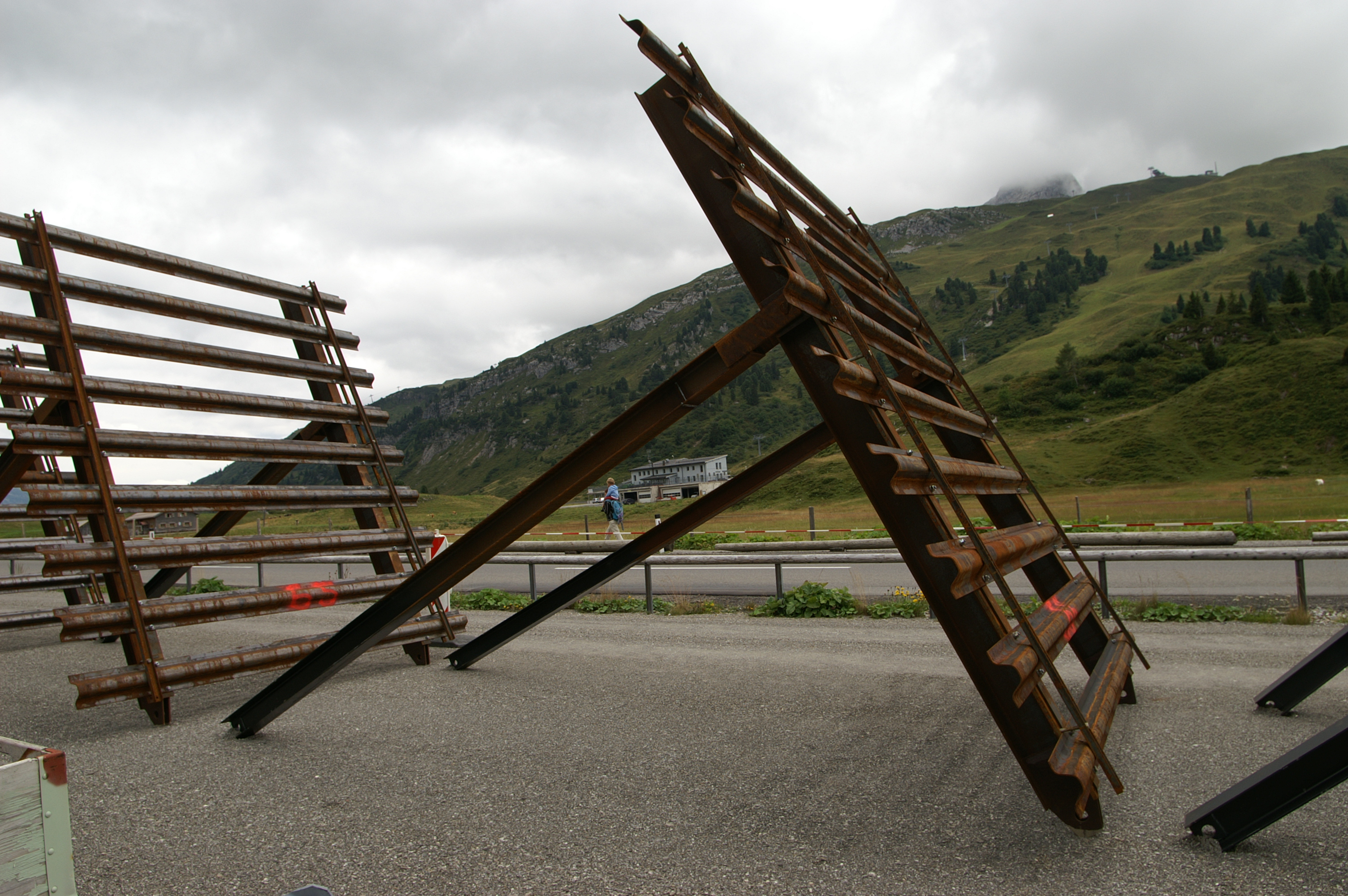
Sections de barrière paravalanche en Autriche.

## Fonctionnement
Les clôtures à neige fonctionnent en provoquant des turbulences dans le vent, de sorte qu'il laisse tomber une grande partie de sa charge de neige du côté sous le vent de la clôture. Ainsi, les clôtures à neige provoquent en fait des congères, plutôt que de les empêcher, mais à l'endroit voulu. Les clôtures sont placées de manière à faire dériver la neige là où elle est bénéfique ou non nuisible afin qu'elle ne dérive pas sur des zones de passage telles que des routes ou entre des bâtiments.

## Types
Quand il est impossible d'éviter l'apparition de congères, il existe différents types de barrières qui permettent de faciliter leur formation à certains endroits pour en préserver d'autres. Par exemple, le long d'une route très exposée au vent, sans obstacle naturel, des clôtures à neige pourront être installées afin de ralentir le transport de la neige et la forcer à se déposer avant ou après la route, l'édifice, etc..

### Collectrice

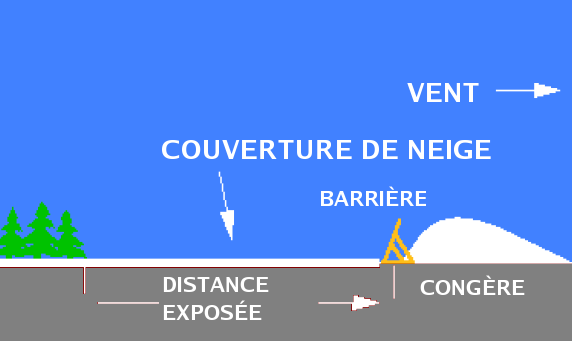
Positionnement d'une barrière collectrice de protection.

Les barrières collectrices sont des clôtures pleines, ou à claire-voie, placées perpendiculairement au vent dominant. Elles permettent à la neige de s'accumuler de part et d'autre de l'obstacle, mais essentiellement du côté sous le vent, limitant la formation de congères plus loin derrière. Les clôtures pleines produisent des congères plus hautes mais s'étendant moins loin derrière la clôture que celles à claire-voie. Le choix dépend donc du coût des aménagements ainsi que de la distance disponible entre la barrière et la zone à protéger. Par exemple, une clôture pleine sera nécessaire si la distance disponible est courte mais une clôture à claire-voie fera l'affaire si l'espace disponible est important, surtout si la zone à protéger s'étend sur plusieurs kilomètres.
Les 10 à 15 % inférieurs de la clôture doivent être laissés ouverts afin que la neige ne remplisse pas le dessous de la clôture, ce qui réduirait sa hauteur effective. Les clôtures plus hautes retiennent plus de neige. En prenant la hauteur de la clôture comme une unité, elle doit être placée à trente-cinq unités ou plus au vent de la route ou du bâtiment à protéger. 

### Souffleuse

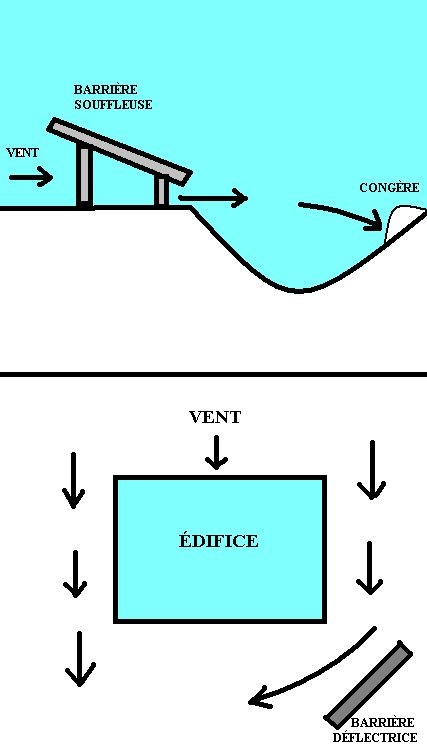
Barrières souffleuses et déflectrices.

Les barrières souffleuses sont des tables (panneaux) montées sur de petits pilotis. Ces derniers sont plus longs du côté au vent que celui sous le vent ce qui donne un angle d'ouverture de façon à former un goulet d'étranglement entre la table et le sol. Par effet Venturi, l'air est accéléré dans ce goulot et la neige qui s'y engouffre s'accumule plus loin derrière de la barrière. Elle est utilisée en général au sommet d'une dépression de terrain, comme un vallon, pour que la neige passe par-dessus et que les congères se forment de l'autre côté.

### Déflectrice
Les barrières déflectrices sont des barrières en chicanes, ou des murs, montées en angle horizontal avec le vent dominant. Elles dirigent le flux d'air dans une certaine direction horizontale. Elles créent également une accélération qui produit une érosion de la neige, ce qui élimine les congères qui pourraient se former à l'endroit à protéger. Par exemple, si les vents dominants sont de l'arrière vers l'avant d'un édifice, le flux d'air passera de chaque côté et au-dessus de l'édifice et les congères pourront être importantes sur le devant de celui-ci où le vent est presque nul. En plaçant un panneau vertical à quelques mètres d'un coin avant de l'édifice avec un angle de 45 degrés, le flux d'air est dévié vers l'avant et s'oppose à la formation des congères, par exemple si l'accès à une porte doit être dégagé.

## Avantages
Les clôtures à neige sauvent des vies et réduisent les coûts d'entretien. Ainsi, l'enlèvement et le contrôle de la neige et de la glace coûtent plus de deux milliards de dollars par an aux États-Unis. Des études publiées par le Strategic Highway Research Program (SHRP) du National Research Council effectuées en 1991 ont montré que le déneigement mécanique est environ cent fois plus coûteux que le piégeage de la neige avec des clôtures.